# Richard Yates (író)
Richard Walden Yates (Yonkers, 1926. február 3. –‎ Birmingham, 1992. november 7.) amerikai szépirodalmi író volt, akit a század közepén a „szorongás korszakával” azonosítottak. Első regénye, a Revolutionary Road 1962-ben a National Book Award döntőjébe került, míg első novelláskötete, az Eleven Kinds of Loneliness James Joyce-hoz hasonlítható. Írásainak kritikai elismerése azonban életében még nem tükröződött kereskedelmi sikerekben.
Halála óta némileg megélénkült az érdeklődés Yates iránt, részben Stewart O'Nan 1999-es, a Boston Review-ban megjelent nagy hatású esszéje, Blake Bailey 2003-as életrajza, valamint a 2008-as Oscar-jelölt és Golden Globe-díjas Revolutionary Road című film miatt, amelyben Kate Winslet és Leonardo DiCaprio játsszák a főszerepet.

## Élete és pályája
A New York-i Yonkersben született Vincent Yates és Ruth Walden Maurer fiaként. Instabil családból származott; szülei elváltak, amikor hároméves volt, és gyermekkora nagy részét különböző városokban és lakhelyeken töltötte. Először akkor kezdett el érdeklődni az újságírás és az írás iránt, amikor a Connecticut állambeli Avon Old Farms Schoolba járt. Miután elhagyta Avont, Yates belépett a hadseregbe, és a második világháború alatt Franciaországban és Németországban szolgált. 1946 közepére visszatért New Yorkba.
New Yorkba visszatérve újságíróként, szabadúszó szellemíróként (rövid ideig beszédeket írt Robert F. Kennedy igazságügyi miniszter számára) és a Remington Rand Corporation reklámírójaként dolgozott. Regényírói karrierje 1961-ben kezdődött a nagy visszhangot kiváltó Revolutionary Road megjelenésével. 1962-ben forgatókönyvet írt William Styron Feküdj le sötétben című művének filmadaptációjához, amelyet 2022-ig még nem forgattak le. Ezt követően írást tanított a Columbia Egyetemen, a New School for Social Researchben, a Bostoni Egyetemen (ahol iratait archiválják), az Iowai Egyetem íróműhelyében, a Wichita Állami Egyetemen, a Dél-kaliforniai Egyetem Master of Professional Writing Programjában és az Alabamai Egyetemen Tuscaloosában.
1948-ban feleségül vette Sheila Bryantet, Marjorie Gilhooley Bryant és Charles Bryant brit színész lányát, aki 1912 és 1925 között a Broadway-színésznő és némafilmsztár Alla Nazimovával élt együtt, annak gazdagsága és hírneve csúcsán. Richard és Sheila Yatesnek két lánya született, Sharon és Monica, mielőtt 1959-ben elváltak. Lánya, Monica Larry David komikussal járt, és ő volt az ihletője Elaine Benesnek David Seinfeld című sitcomjában. 1968-ban Yates feleségül vette Martha Speert, és született egy lányuk, Gina. Egész életében erős dohányos volt, 1992-ben az alabamai Birminghamben tüdőtágulásban és egy kisebb műtét szövődményeiben halt meg.

## Regények
Yates fikciói önéletrajzi jellegűek voltak, és nagyrészt a saját életéből merítettek. Yates 1926-ban született, így 1942-ben 16 éves volt, azaz egyidős Phil Drake-kel a Cold Spring Harbor-ban; 1943-ban 17 éves volt, azaz egyidős William Grove-val az A Good School-ban; 1944-ben 18 éves volt, azaz egyidős Robert Prentice-szel az A Special Providence-ben; 1955-ben 29 éves volt, azaz egyidős Frank Wheelerrel a Revolutionary Road-ban; 1962-ben pedig 36 éves volt, azaz egy évvel fiatalabb Emily Grimesnél a The Easter Parade-ban.
Első regénye, a Revolutionary Road abban az évben a National Book Award döntőjébe került (Joseph Heller Catch-22 című regénye, J. D. Salinger Franny és Zooey című regénye és a győztes Walker Percy The Moviegoer című regénye mellett). Yates mellett olyan írók álltak ki, mint Kurt Vonnegut, Dorothy Parker, William Styron, Tennessee Williams és John Cheever. Yates realizmusa olyan írókra volt közvetlen hatással, mint Andre Dubus, Raymond Carver és Richard Ford.
Yates munkássága élete nagy részében szinte általános kritikai elismerésnek örvendett, ám egyetlen könyve sem kelt el 12 000-nél több példányban keményfedeles első kiadásban. A halála utáni években valamennyi regénye elfogyott, bár hírneve a halála után jelentősen megnőtt, és számos regényét azóta új kiadásban adták ki. Ez a mostani siker nagyrészt Stewart O'Nan 1999-ben a Boston Review-ban megjelent, „The Lost World of Richard Yates: How the great writer of the Age of Anxiety disappeared from print” című esszéjének hatására vezethető vissza (Richard Yates elveszett világa: Hogyan tűnt el a nyomtatásból a szorongás korának nagy írója).
Az élete és munkássága iránti érdeklődés halála utáni újjáéledésével Blake Bailey kiadta az első alapos Yates-életrajzot A Tragic Honesty: The Life and Work of Richard Yates (Tragikus őszinteség: Richard Yates élete és munkássága) címmel (2003). Sam Mendes filmrendező rendezte a Revolutionary Road című 2008-as filmet, amely az 1961-es azonos című regény alapján készült. A filmet többek között BAFTA-, Golden Globe- és Oscar-díjra jelölték. Kate Winslet megköszönte Yatesnek, hogy ilyen erős regényt írt, és ilyen erős szerepet adott egy nőnek, miközben átvette a legjobb színésznőnek járó Golden Globe-díjat a filmben nyújtott alakításáért.

## Novellák
Yates novellák elismert szerzője is volt. Az Eleven Kinds of Loneliness, Yates első gyűjteménye egyetlen évvel követte első regénye, a Revolutionary Road megjelenését. A kötetet Joyce Dubliners című művéhez hasonlították (egy kivételével minden története New York City kerületében és környékén játszódik, nem pedig Joyce Dublinjában), és viszonylagos ismeretlensége ellenére végül egyfajta kultikus státuszt ért el a szépirodalmi írók körében. A New York Times egyik későbbi, Robert Towers által írt esszéje dicsérte, hogy Yates „olyan figurák kicsinyes, de hevesen védett méltóságait és sokkal nagyobb megaláztatásait tárta fel, akiket szinte találomra ki lehetett volna választani Queens kerületének vaskos telefonkönyvéből”.
Második gyűjteménye, a Liars in Love csaknem 20 évvel később, 1981-ben jelent meg, és ismét pozitív kritikai fogadtatásban részesült. Christopher Lehmann-Haupt a Times számára írt cikkében „csodálatosan kidolgozottnak” nevezte a történeteket, és arra a következtetésre jutott, hogy „ennek a gyűjteménynek minden részlete élénken és frissen marad az ember emlékezetében”.
Ennek ellenére Yatesnek csak egy novellája jelent meg a The New Yorkerben (többszöri elutasítás után), és ez is csak posztumusz. A „The Canal” kilenc évvel a szerző halála után jelent meg a magazinban, a 2001-ben megjelent The Collected Stories of Richard Yates (Richard Yates összegyűjtött novellái) című gyűjtemény alkalmából, amelyet a kritika ismét nagy tetszéssel fogadott.

## A populáris kultúrában
Filmek
- A Lonesome Jim (2005) című filmben a főszereplő Yates-t az egyik kedvenc szerzőjeként említi, hozzátéve, hogy Yates összes könyve elfogyott, mire a szerző meghalt.
- Woody Allen Hannah és nővérei (1986) című filmjében Lee (Barbara Hershey) megköszöni Elliottnak (Michael Caine), hogy kölcsönadta neki A húsvéti parádé (The Easter Parade) című könyvet, amely szerinte nagyszerű volt.

Regények
- Nick Hornby 2005-ös A Long Way Down(wd) című regényében több öngyilkosságra készülő szereplő is szerepel; egyikük a Revolutionary Road egy példányát hordja magánál, hogy a holttestén felfedezhessék.[17]
- Tao Lin(wd) 2010-es regénye a Richard Yates]] címet viseli.
- Adelle Waldman(wd) 2013-as The Love Affairs of Nathaniel P. című regényére a Revolutionary Road hatott.[18]

Egyéb
- Tanita Tikaram énekesnő 1992-es albumának címe Eleven Kinds of Loneliness Yates 1962-es novelláskötetéből származik.
- Elaine Benes(wd) karaktere a Seinfeld című tévésorozatban lazán Yates lányán, Monicán alapult, aki a társalkotó Larry David barátnője, majd barátja volt. David első találkozása az íróval volt az alapja a Seinfeld második évada "The Jacket" című epizódjának, amelyben Jerry Seinfeld és George találkozik Elaine mogorva író apjával, akit Lawrence Tierney(wd) alakít.[19][20] Az epizódban ábrázolt szarvasbőr kabátos incidens valóban megtörtént.[20]

## Könyvei
Regények
- Revolutionary Road(wd) (1961)
- A Special Providence(wd) (1969)
- Disturbing the Peace(wd) (1975)
- The Easter Parade(wd) (1976)
- A Good School(wd) (1978)
- Young Hearts Crying(wd) (1984)
- Cold Spring Harbor(wd) (1986)

Novellák
- Eleven Kinds of Loneliness (1962)
- Liars in Love (1981)
- The Collected Stories of Richard Yates (2004)

### Magyarul megjelent
- A szabadság útjai (Revolutionary Road) – Partvonal, Budapest, 2009 · ISBN 9789639910195 · Fordította: Karáth Tamás
- Egy jó iskola (A good school) – Partvonal, Budapest, 2009 · ISBN 9789639910324 · Fordította: Karáth Tamás
- Húsvéti korzó (The Easter Parade) – Partvonal, Budapest, 2010 · ISBN 9789639910539 · Fordította: Karáth Tamás

## Filmek
- The Bridge at Remagen (forgatókönyv) (1969)
- Revolutionary Road (Yates regényének posztumusz adaptációja) (2008)

## Fordítás
- Ez a szócikk részben vagy egészben  a   Richard Yates (novelist) című angol Wikipédia-szócikk ezen változatának fordításán alapul.  Az eredeti cikk szerkesztőit annak laptörténete sorolja fel. Ez a jelzés csupán a megfogalmazás eredetét és a szerzői jogokat jelzi, nem szolgál a cikkben szereplő információk forrásmegjelöléseként.